# Holofernes

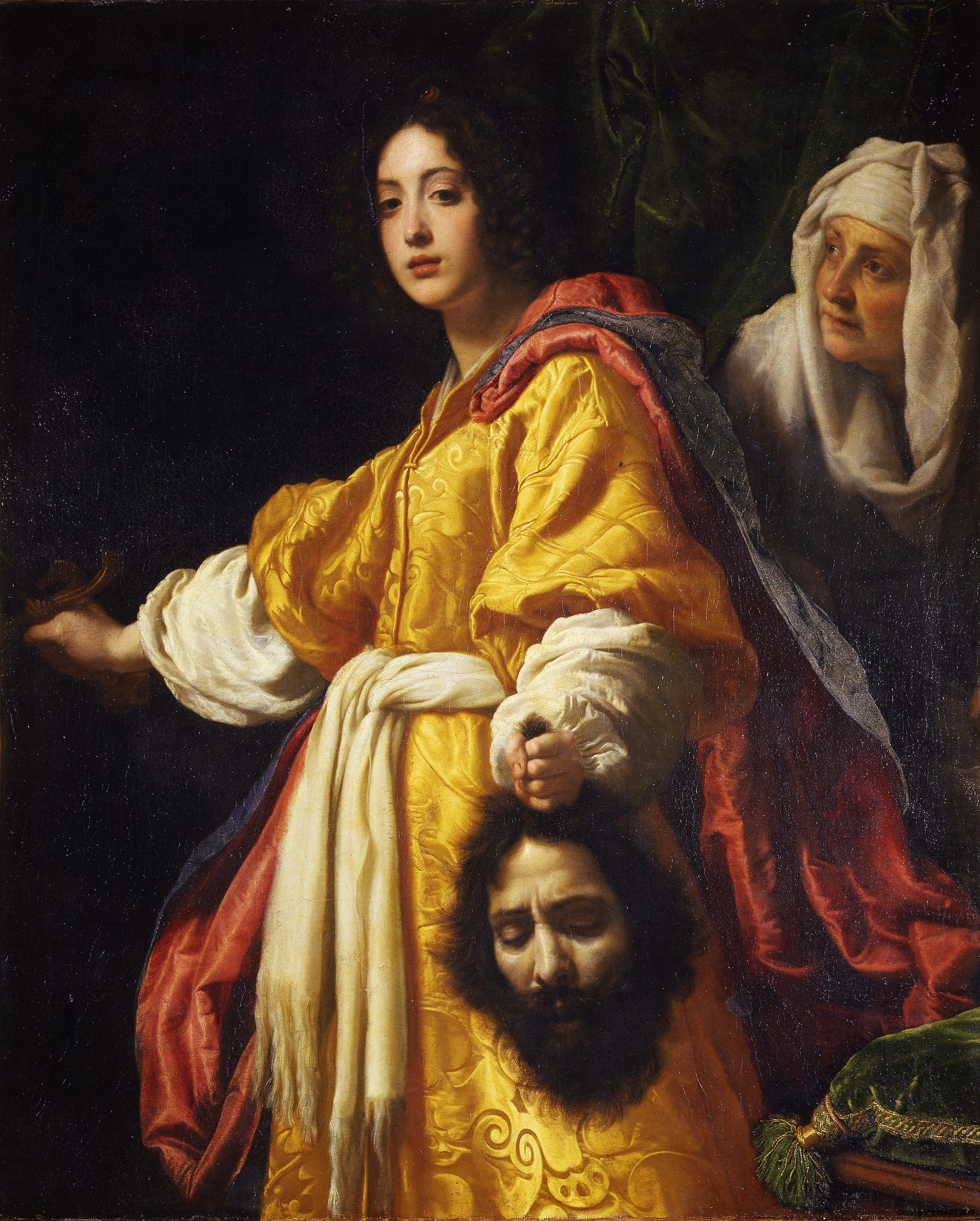
Judith met het hoofd van Holofernes door Cristofano Allori

Holofernes wordt in het boek Judith, door protestanten als apocrief    beschouwd, geïntroduceerd als een generaal van de Babylonische koning Nebukadnezar II. Met zijn leger trok hij uit om de volken tussen de Middellandse Zee en de Rode Zee te onderwerpen, uit wraak, omdat geen van de daar levende volken Nebukadnezar had gesteund in zijn strijd tegen Arfaxad (waarschijnlijk een verbastering van Cyaxares II), de koning van de Meden.

## Het verhaal
Judith, de hoofdpersoon van het naar haar genoemde boek, is een vrome, rijke, Joodse weduwe, woonachtig in de door Holofernes en zijn troepen belaagde bergplaats Betulia. Zij besluit haar stad te redden en wandelt 's nachts met haar dienstmaagd en wijnkruiken naar het legerkamp van de vijand, waar zij vanwege haar schoonheid moeiteloos de tent van Holofernes bereikt. Die besluit haar binnen te laten en geeft zijn dienaren de opdracht hen 's nachts niet te storen, hopend op een lange liefdesnacht. Judith voert de generaal echter dronken en onthoofdt hem, waarna zij het hoofd aan haar dienstmaagd in bewaring geeft. Met Holofernes' hoofd als trofee keert zij naar Betulia terug en als de soldaten de volgende morgen merken dat hun leider dood is, vluchten zij in paniek, op de hielen gezeten door de Joodse belegerden.

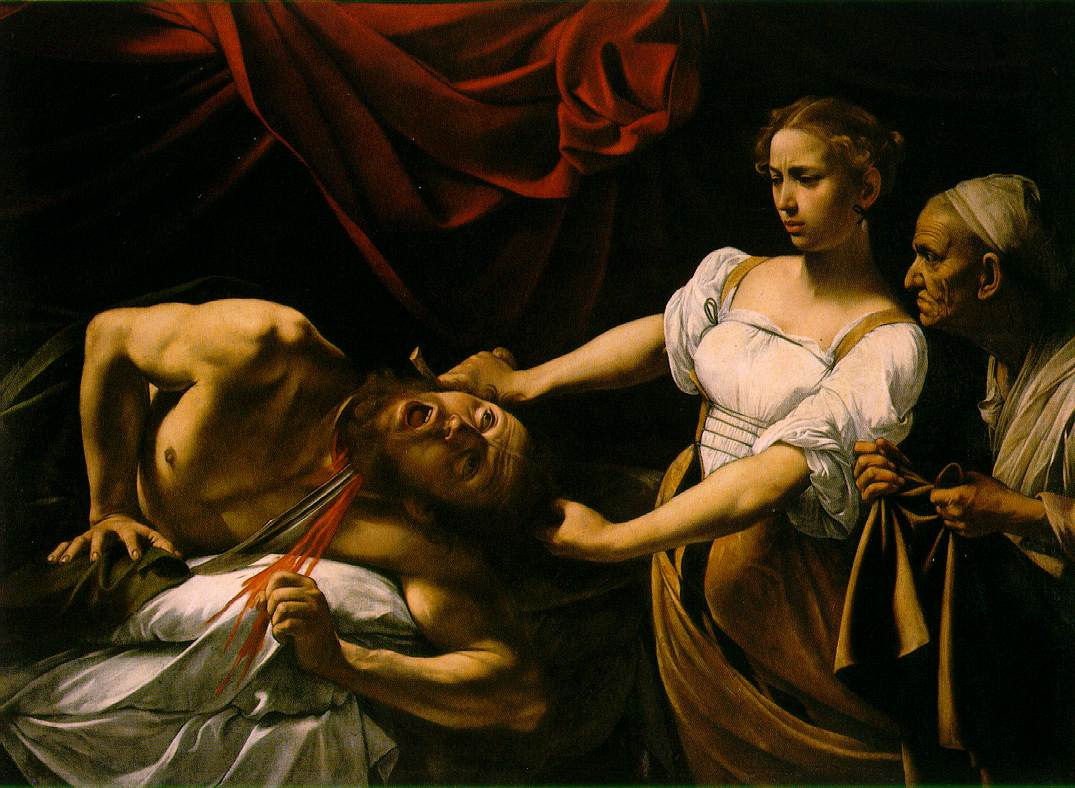
Caravaggio's Judith onthoofdt Holofernes

## Schilderkunst
Het verhaal van Judith en Holofernes is een veelvoorkomend beeldmotief in schilderijen en etsen van onder meer Lucas Cranach de Oudere, Rembrandt, Botticelli, Elisabetta Sirani,Tintoretto, Caravaggio, Michelangelo, Artemisia Gentileschi, Jan Massijs, Cristofano Allori en Gustav Klimt.